# Лідія Морант Варо
Лідія Морант Варо (22 листопада 1990) — іспанська плавчиня.
Учасниця Олімпійських Ігор 2008, 2012 років.